# Pałszczyna
Pałszczyna (biał. Палшчына, ros. Полщизно, Połszczizno) – chutor na Białorusi, w obwodzie witebskim, w rejonie miorskim, w sielsowiecie Uźmiony. W 2019 liczył 4 mieszkańców.